# 土井宏紀
土井 宏紀（どい ひろのり、1967年6月7日 - ）は、日本の作曲家、音楽家。鳥取県米子市出身。大阪芸術大学芸術計画学科卒業。テレビドラマ、CM、映画などの音楽を手がけている。

## 作品
1992年
- 世にも奇妙な物語 「被害者の顔」「サムライが斬る！」「蟹缶」
- La cuisine 「オムレツ」（岩井俊二監督）
- La cuisine 「GHOST SOUP」（岩井俊二監督）

1995年
- 警告!のぞきアリ。（下山天監督）

1997年
- CUTE（下山天監督）

1998年
- イノセントワールド（下山天監督）

2001年
- 金田一少年の事件簿

2003年
- パパ トールド★ミー 大切な君へ

2004年
- NHKスペシャル 地球大進化〜46億年・人類への旅

2007年
- うみねこのなく頃に「Bring The Fate」（07th-expansion）

2025年
- 笑顔のたえない職場です。